# Feirão
Feirão is een plaats (freguesia) in de Portugese gemeente Resende en telt 131 inwoners (2001).